# Petrell
Petrell és el nom comú de diversos ocells que pertanyen a gèneres i espècies també diferents, la major part d'elles dins la família Procellariidae, que tanmateix agrupa també altres aus que no són petrells, però també d'altres, com ara la família Hydrobatidae.
Tots els membres tenen una distribució exclusivament pelàgica — tornen a la terra només per a criar.
L'etimologia de petrell deriva del nom de Sant Pere.

## Espècies conegudes amb el nom de petrell
1. Petrell blau (Halobaena caerulea)
2. Petrell carablanc (Pelagodroma marina)
3. Petrell cuaforcat (Oceanodroma leucorhoa)
4. Petrell de Barau (Pterodroma baraui)
5. Petrell de Bulwer (Bulweria bulwerii)
6. Petrell de cap blanc (Pterodroma lessoni)
7. Petrell de les Bermudes (Pterodroma cahow)
8. Petrell de les neus (Pagodroma nivea)
9. Petrell de Swinhoe (Oceanodroma monorhis)
10. Petrell de tempesta de Madeira (Oceanodroma castro)
11. Petrell del Cap (Daption capensis)
12. Petrell del Carib (Pterodroma hasitata)
13. Petrell freira (Pterodroma madeira)
14. Petrell gegant (Macronectes giganteus i Macronectes halli)
15. Petrell gon-gon (Pterodroma feae)
16. Petrell oceànic (Oceanites oceanicus)
17. Petrell prió becfí (Pachyptila belcheri)